# Laze pri Domžalah
Laze pri Domžalah este o localitate din comuna Domžale, Slovenia, cu o populație de 25 de locuitori.